# Argutit

Argutit je redek germanijev oksidni mineral s kemijsko formulo GeO2, ki spada v rutilno skupino mineralov.
Prvič je bil opisan leta 1983 na naplavinah v Argutu, osrednji Pireneji, Francija. Njegova tipska lokacija so ležišča cinkove rude v nižjih skladih metamorfnih sedimentnih kamnin iz paleozoika. Spremljajoči minerali so sfalerit, kasiterit, siderit in briartit.